# Malinowo (powiat bielski)
Malinowo – wieś w Polsce położona w województwie podlaskim, w powiecie bielskim, w gminie Bielsk Podlaski.
W latach 1954–1959 wieś należała i była siedzibą władz gromady Malinowo, po jej zniesieniu w gromadzie Augustowo. W latach 1975–1998 miejscowość należała administracyjnie do województwa białostockiego.
We wsi znajduje się cmentarz wojenny z 1915.
Prawosławni mieszkańcy wsi należą do parafii św. Jana Teologa w Augustowie, a wierni kościoła rzymskokatolickiego do parafii Narodzenia Najświętszej Maryi Panny i św. Mikołaja w Bielsku Podlaskim.